# Camillo Astalli

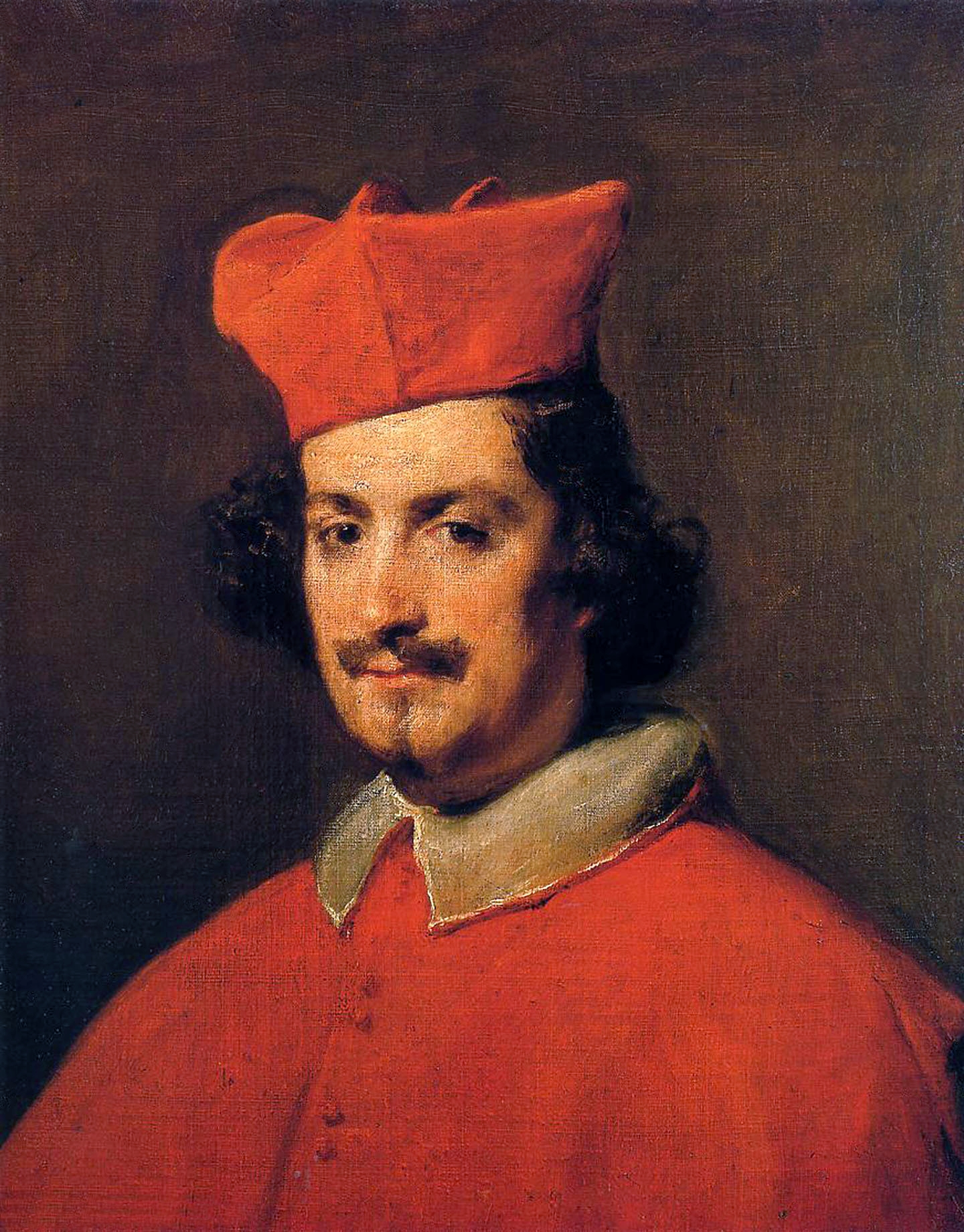
Camillo Astalli. Retrato por Diego Velázquez, 1650. Nueva York Hispanic Society of America.

Camillo Astalli (Sambuci, 21 de octubre de 1616-Catania, 21 de diciembre de 1663) fue un sacerdote católico italiano,  creado cardenal en el consistorio secreto del 19 de septiembre de 1650 por el papa Inocencio X, que lo adoptó en su familia, autorizándole a utilizar el apellido Pamphili y su escudo, elevándole a la condición de cardenal nepote.

## Biografía
Hijo de Fulvio y Caterina Pinelli, de una familia de la antigua nobleza venida a menos, y sin medios económicos ni relaciones políticas relevantes, tras doctorarse en 1640 en derecho civil y canónico en La Sapienza entró en la Curia como abogado consistorial. Gregorio Leti lo describe en Il nipotismo di Roma, o vero relatione delle raggioni che muovono i Pontefici all'aggrandimento dé nipoti (1667) como «un joven de veintisiete años, con un aspecto propio de Roma, es decir, apuesto y con maneras muy corteses; a menudo sobrado de buenas palabras, y dotado del tipo de virtudes que necesitan en la ciudad de Roma los que quieren abrirse paso en las prelaturas, sin llegar más allá». Sin embargo, y contra lo que cabía esperar, después de pasar varios años dentro de la Curia en puestos escasamente relevantes ascendió vertiginosamente a las más altas dignidades. Su suerte comenzó a cambiar cuando su hermano contrajo matrimonio con una nieta de la poderosa Olimpia Maidalchini, cuñada del papa, que lo colocó en la oficina del secretario de Estado, el cardenal Gian Giacomo Panciroli, a quien Astalli sirvió eficazmente. En el verano de 1650, cuando donna Olimpia cayó en desgracia y se le prohibió la entrada en el palacio papal, Panciroli, tratando de alargar su influencia, logró que Inocencio X adoptase a su protegido como sobrino y le autorizase a utilizar el apellido y el escudo Pamphili.
De ese modo, estando vacante el cargo de cardenal nepote por la renuncia de Camillo Pamphili, el verdadero sobrino del papa que dejó la púrpura para contraer matrimonio, y siendo aún muy joven y extremadamente indolente Francesco Maidalchini, sobrino de donna Olimpia, hecho cardenal en 1647, Camillo Astalli pudo ser creado cardenal en el consistorio del 19 de septiembre de 1650, titular de San Pietro in Montorio —iglesia y convento bajo protección de la corona española— y al mismo tiempo ser ascendido a cardinal padrone, con derecho al gobierno de Fermo y la legación de Aviñón junto a otras rentas y privilegios como la posesión del palacio Pamphili en la plaza Navona. Fue en este momento cuando lo retrató con gesto afable Velázquez, que pudo encontrar en el recién proclamado cardenal, buen amigo de España, alguna clase de apoyo en su misión de adquirir obras de arte para ser trasladadas a España.
Igual de fulminante fue su caída. En febrero de 1654, desposeído de todos sus privilegios excepto del título de cardenal hubo de salir desterrado de Roma. Para entonces Olimpia Maidalchini había recuperado el favor papal y a Panciroli había sucedido en la secretaría de Estado Fabio Chigi, futuro Alejandro VII. Su defensa de los intereses de España fue, aparentemente, la causa de su caída. Cuando donna Olimpia, con la aprobación del pontífice, inició negociaciones con los Barberini, tradicionales enemigos de España, para ocupar el Reino de Nápoles, Astalli habría informado a Felipe IV por medio del nuncio en Madrid, Camillo Massimo, provocando la ira papal. Confinado en su feudo de Sambuci, no pudo regresar de su exilio hasta la muerte de Inocencio X, en enero de 1655, para participar en el cónclave que eligió a su sucesor, en el que militó junto a los cardenales favorables a la causa española. El nuevo papa, Alejandro VII, le restituyó parte de sus beneficios y Felipe IV le recompensó nombrándolo protector de Nápoles y Sicilia y obispo de Catania en 1661. Allí falleció el 21 de diciembre de 1663, siendo enterrado en la capilla de santa Águeda de su catedral.